# Tony Snell
Tony Rena Snell, Jr. (ur. 10 listopada 1991 w Los Angeles) – amerykański koszykarz, występujący na pozycji obrońcy, aktualnie zawodnik Maine Celtics.
20 czerwca 2019 trafił w wyniku wymiany do Detroit Pistons wraz z prawami do Kevina Portera Jr w zamian za Jona Leuera.
20 listopada 2020 został wytransferowany do Atlanty Hawks. 10 sierpnia 2021 został zawodnikiem Portland Trail Blazers. 8 lutego 2022 trafił w wyniku wymiany do New Orleans Pelicans. 27 stycznia 2023 dołączył do Maine Celtics.

## Osiągnięcia
Stan na 20 października 2023, na podstawie, o ile nie zaznaczono inaczej.
NCAA
- Uczestnik:
  - II rundy turnieju NCAA (2012)
  - turnieju NCAA (2012, 2013)
- Mistrz:
  - turnieju konferencji Mountain West Conference (MWC – 2012, 2013)
  - sezonu regularnego MWC (2012, 2013)
- MVP turnieju Mountain West (2013)
- Zaliczony do:
  - I składu turnieju:
    - Paradise Jam (2013)
    - Mountain West (2012, 2013)

  - III składu Mountain West (2013)
  - składu Honorable Mention All-Mountain West (2012)

NBA
- Wybrany do I składu letniej ligi NBA w Las Vegas (2014)